# فرزانه فصیحی
فرزانه فصیحی (زادهٔ ۱۳ دی ۱۳۷۱ اصفهان) دونده و عضو تیم ملی دو و میدانی زنان ایران است.
او در سال ۲۰۱۶ مدال نقرهٔ بخش تیمیِ رشتهٔ دوی ۴ در ۴۰۰ متر امدادی در هفتمین دوره مسابقات قهرمانی دو و میدانی داخل سالن آسیا و در سال ۲۰۱۸ مدال برنز رشتهٔ دو ۶۰ مترِ هشتمین دوره مسابقات قهرمانی دو و میدانی داخل سالن آسیا را به دست آورد. فصیحی رکورددار دو ۶۰ متر زنان ایران است .
وی در سال ۲۰۲۰ با کسب رکورد ۷/۲۹ ثانیه در مسابقه دوی ۶۰ متر در بلگراد صربستان، با ثبت رکورد جدیدی در ایران و بهبود رکورد قبلی خود، و همچنین ثبت رکورد مورد نیاز ورودی برای مسابقات جهانی، به مسابقات جهانی دو و میدانی داخل سالن راه یافت.
با هماهنگی کمیته ملی المپیک ایران فرزانه فصیحی با استفاده از بند یونیورسالیتی، سهمیه المپیک ۲۰۲۰ در ماده ۱۰۰ متر را دریافت کرد. بر این اساس فصیحی نهمین سهمیه زنان در بازی‌های توکیو محسوب می‌شود. 
وی توانست در مسابقه قهرمانی کشور ترکیه در شهر بورسا با رکورد ۱۱٫۴۴ پس از ۸ سال رکورد ۱۰۰ متر مریم طوسی را بشکند 
وی در سال ۲۰۲۱ موفق شد با رکورد ۷٫۲۹ در ۶۰ متر ورودی قهرمانی جهان را به‌دست بیاورد این رقابت‌ها لغو به سال بعد موکول شد که در نهایت فرزانه فصیحی در این رقابت شرکت کرد و به مرحله نیمه نهایی این رقابت‌ها نتوانست برسد